# Julian Lloyd Webber

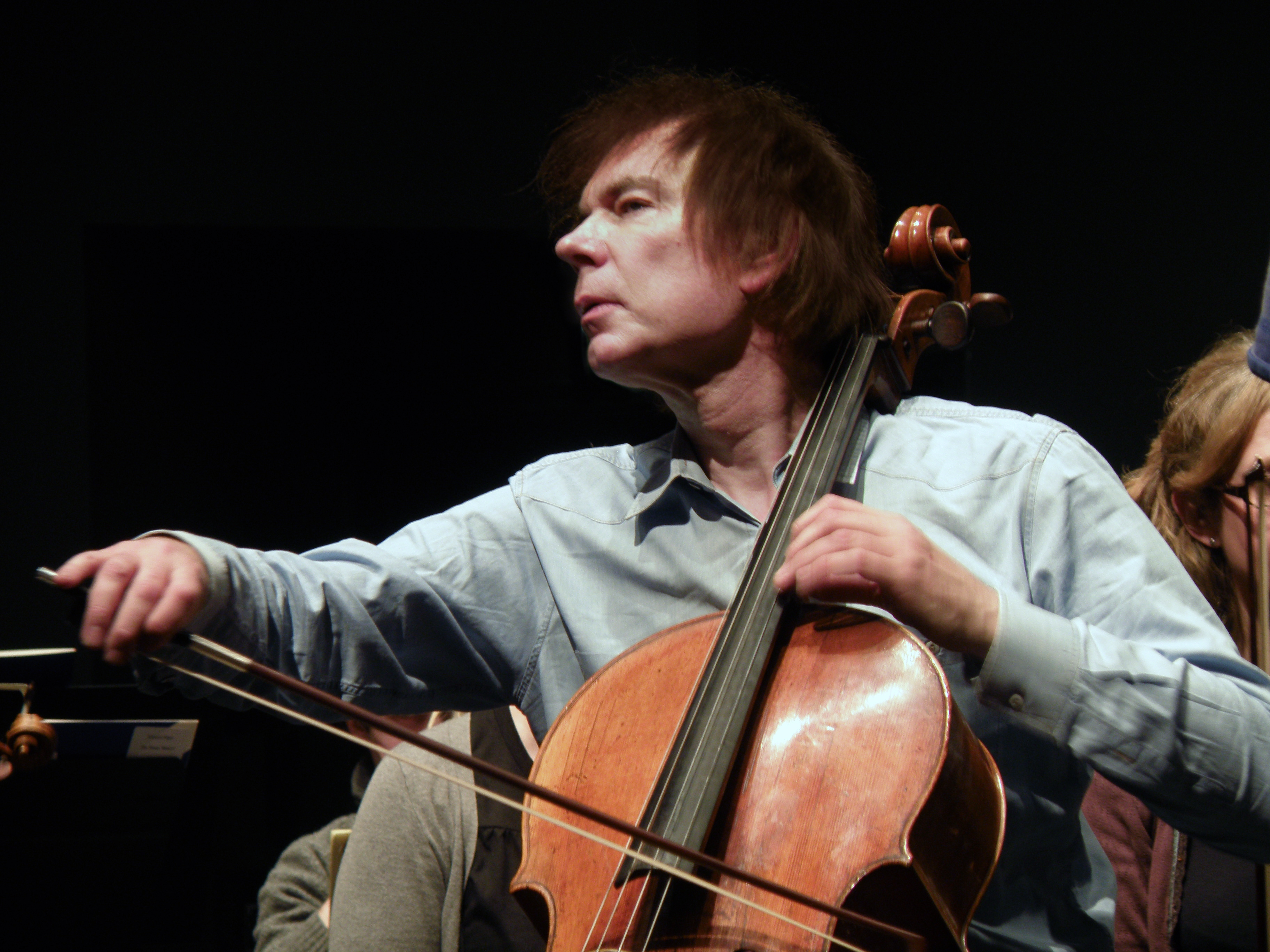
Julian Lloyd Webber (2013)

Julian Lloyd Webber (14 aprile 1951) è un violoncellista britannico.

## Biografia
Julian Lloyd Webber è il secondo figlio del compositore William Lloyd Webber e della moglie Jean Johnstone, insegnante di pianoforte. Fratello del compositore Andrew Lloyd Webber, Julian ha studiato violoncello al Royal College of Music di Londra e ha completato gli studi a Ginevra sotto la guida di Pierre Fournier nel 1973. Julian fece il suo debutto professionale nel settembre del 1972 presso la Queen Elizabeth Hall di Londra, dove presentò in anteprima londinese il concerto per violoncello di Sir Arthur Bliss.

### Collaborazioni
Ha collaborato con numerosi musicisti tra i quali Yehudi Menuhin, Lorin Maazel, Neville Marriner, Georg Solti, Esa-Pekka Salonen, Stéphane Grappelli, Philip Glass, Elton John, e Cleo Laine. Lloyd Webber ha inciso numerose opere, tra le quali spicca il Concerto per violoncello di Elgar, condotto da Yehudi Menuhin, premiato con la BRIT Award e considerato dalla rivista BBC Music la migliore esecuzione di tutti i tempi. Vanno ricordati inoltre il Concerto per violoncello di Dvořák con Václav Neumann e la Czech Philharmonic Orchestra, le Rococo Variations con la London Symphony Orchestra sotto Maxim Shostakovich, La Sinfonia per Violoncello di Britten e il Concerto per Violoncello di Walton, entrambi condotti da Sir Neville Marriner con la Academy of St Martin in the Fields, descritti dalla rivista Gramophone come "senza eguali". Julian ha inciso anche diverse raccolte di pezzi brevi per la Universal Classics tra i quali Made in England, Cello Moods, Cradle Song ed English Idyll.

### Prime esecuzioni
Julian ha dato la prima esecuzione di più di 50 nuove opere di musicisti quali Malcolm Arnold (Fantasia per Violoncello, 1986, e Concerto per Violoncello, 1989), Joaquín Rodrigo (Concierto Como un Divertimento, 1982), James MacMillan (Sonata per Violoncello No. 2, 2001), Philip Glass (Concerto per Violoncello, 2001). Ricordiamo inoltre quattro opere più recenti composte appositamente per Julian, il Concerto di Gavin Bryars eseguito presso la Suntory Hall di Tokyo, il Doppio Concerto per violoncello e sassofono di Michael Nyman, trasmesso dalla BBC Television, il Concerto per Violoncello di Philip Glass al Festival Internazionale di Beijing e The River Cam di Eric Whitacre, al Southbank Centre di Londra. La registrazione del Concerto di Glass condotto da Gerard Schwarz con la Royal Liverpool Philharmonic, è uscita su dischi Orange Mountain nel settembre 2005.
Tra gli album più recenti di Lloyd Webber troviamo The Art of Julian Lloyd Webber (2011) ed Evening Songs (2012).

### Promozione dell'educazione musicale
Lloyd Webber si dedica molto anche alla promozione dell'educazione musicale. Nel 2003 ha formato il "Music Education Consortium" con James Galway ed Evelyn Glennie. Grazie agli interventi positivi del Consortium, il 21 novembre 2007 il governo britannico annunciò un finanziamento di £332 milioni per l'educazione musicale. Nel 2008 il governo britannico nominò Lloyd Webber Presidente di "In Harmony", progetto di educazione musicale ispirato al sistema sociale venezuelano "El Sistema". Il documento Henley Review of Music Education (2001), commissionato dal governo, riporta che "non c'è alcun dubbio che In Harmony ha portato cambiamenti positivi in alcune delle aree più depravate di Londra e dell'Inghilterra". Nel luglio del 2011 il maestro Josè Antonio Abreu, fondatore di El Sistema in Venezuela, ha riconosciuto In Harmony quale parte della rete internazionale di El Sistema. Da allora il progetto ha preso il nome di "In Harmony Sistema England". In novembre 2011 il governo britannico ha dichiarato di voler continuare a finanziare e divulgare pregetti di In Harmony su tutto il territorio nazionale tra il 2012 e il 2015.

### Riconoscimenti
Julian Lloyd Webber ha ricevuto il Crystal Award al World Economic Forum nel 1998 e il Classic FM Red Award quale riconoscimento per la sua dedizione e per i suoi servizi in campo musicale. È stato nominato membro d'onore del Royal College of Music nel 1994 e ha ricevuto il dottorato Honoris Causa dall'Università di Hull e dalla Thames Valley University.
Julian è stato il primo a ricevere, nel maggio del 2001, la licenza ufficiale per artisti di strada dalla metropolitana londinese, la London Underground.
In maggio 2009, Lloyd Webber fu eletto presidente della Elgar Society, ruolo precedentemente ricoperto da Sir Adrian Boult, Lord Menuhin (che aveva diretto il Concerto per Violoncello di Elgar, premiato con la Brit Award) e Richard Hickox.
Julian è anche presidente della Delius Society, Patrono Musicale degli ospedali e da più di vent'anni ambasciatore del Prince's Trust.
In settembre 2009 Julian è entrato nel consiglio di amministrazione del Southbank Centre. Nel 2010 è stato "Handel Fellow" del Foundling Museum.
Nel giugno 2021 è stato nominato Ufficiale dell'Ordine dell'Impero Britannico in occasione del compleanno di Elisabetta II del Regno Unito.

### Vita privata

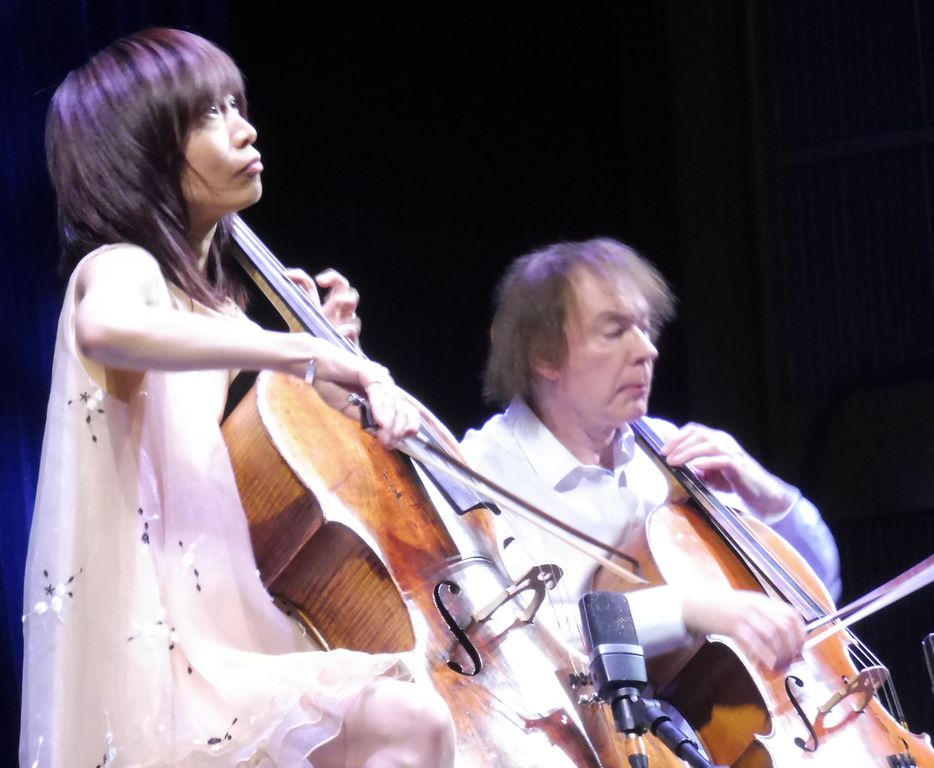
Jiaxin Cheng e Julian Lloyd Webber, 2018

Julian è da sempre un grande tifoso del Leyton Orient F.C. Il compositore Herbert Howells è stato il suo padrino.
Lloyd Webber ha un figlio, David, nato nel 1992 ad Hammersmith, Londra, dal matrimonio con Zohra Mahmoud Ghazi, pronipote del sovrano afgano Zahir Shah. Nel 2009 Julian ha sposato la violoncellista cinese Jiaxin Cheng con la quale ha avuto una figlia, Jasmine Orienta, nata il 14 giugno 2011.

## Strumento
Julian suona lo Stradivari Barjansky, strumento del 1690.

## Discografia

### Violoncello e Orchestra
- Frank Bridge - Oration (1976)
- Édouard Lalo - Concerti per violoncello (1982)
- Frederick Delius - Concerti per violoncello (1982)
- Joaquín Rodrigo - Concierto como un divertimento (1982)
- Joseph Haydn - Concerti per violoncello Nos. 1 and 2 (1983)
- Edward Elgar - Concerti per violoncello (1985)
- Victor Herbert - Concerti per violoncello No. 2 (1986)
- Arthur Sullivan - Concerti per violoncello (1986)
- Antonín Dvořák - Concerti per violoncello (1988)
- Arthur Honegger - Concerti per violoncello (1990)
- Camille Saint-Saëns - Concerti per violoncello No. 1 (1990)
- Pyotr Ilyich Tchaikovsky - Variations on a Rococo Theme (1991)
- Nikolai Myaskovsky - Concerti per violoncello (1991)
- Gavin Bryars - Concerti per violoncello (1994)
- Benjamin Britten - Cello Symphony (1995)
- William Walton - Concerti per violoncello (1995)
- Michael Nyman - Concerto for Cello, Saxophone and orchestra (1996)
- Max Bruch - Kol Nidrei (1998)
- Granville Bantock - Sapphic Poem (1999)
- Philip Glass - Concerti per violoncello No. 1 (Glass) (2003)
- Andrew Lloyd Webber - Phantasia for violin, cello and orchestra (2004)
- Romantic Cello Concertos (2009)
- Eric Whitacre - "The River Cam" (2012)

### Violoncello e pianoforte
- Peter Racine Fricker - Sonata per violoncello (1976)
- John Ireland - Complete Piano Trios (1976)
- Andrew Lloyd Webber - Variations (1977)
- Benjamin Britten - Third Suite for Cello (1979)
- Claude Debussy - Sonata per violoncello (1979)
- John Ireland - Sonata per violoncello (1979)
- Sergei Rachmaninoff - Sonata per violoncello (1979)
- Malcolm Arnold - Fantasy for Cello (1986)
- Alan Rawsthorne - Sonata per violoncello (1986)
- Benjamin Britten - Sonata per violoncello (1988)
- Sergei Prokofiev - Ballade  (1988)
- Dmitri Shostakovich - Sonata per violoncello (1988)
- Gabriel Fauré - Elegie  (1990)
- Charles Villiers Stanford - Sonata per violoncello No. 2 (1991)
- Frederick Delius - Caprice and Elegy (1993)
- Gustav Holst - Invocation (1993)
- Edvard Grieg - Sonata per violoncello (1995)
- Delius - Sonata per violoncello (1995)

### Raccolte
- Travels with my Cello (1984)
- Pieces (1985)
- Travels with my Cello Vol.2 (1986)
- Cello Song (1993)
- English Idyll (1994)
- Cradle Song (1995)
- Cello Moods (1998)
- Elegy (1999)
- Lloyd Webber Plays Lloyd Webber (2001)
- Celebration (2001)
- Made in England (2003)
- Unexpected Songs (2006)
- Romantic Cello Concertos (2009)
- Fair Albion - Music by Patrick Hawes (2009)
- The Art of Julian Lloyd Webber (2011)
- A Tale of Two Cellos (2013)

## Premieres
| Compositore            | Musica                                                         | prima esecuzione                                      |
| ---------------------- | -------------------------------------------------------------- | ----------------------------------------------------- |
| Malcolm Arnold         | Fantasy for Cello                                              | Wigmore Hall, London, December 1987                   |
| Malcolm Arnold         | Cello Concerto                                                 | Royal Festival Hall, London, March 1989               |
| Richard Rodney Bennett | Dream Sequence for Cello and Piano                             | Wigmore Hall, London, December 1994                   |
| Frank Bridge           | Scherzetto for Cello and Piano                                 | Snape Maltings, April 1979                            |
| Frank Bridge           | Oration for Cello and Orchestra (1st public performance)       | Bromsgrove Festival, Worcestershire, April 1979       |
| Gavin Bryars           | Cello Concerto (Farewell to Philosophy)                        | Barbican Centre, London, November 1995                |
| Geoffrey Burgon        | Six Studies for Solo Cello                                     | St. Thomas Cathedral, Portsmouth, June 1980           |
| John Dankworth         | Fair Oak Fusion                                                | Fair Oak, Sussex, July 1979                           |
| Frederick Delius       | Romance for Cello and Piano                                    | Helsinki Festival, Finland, June 1976                 |
| Edward Elgar           | Romance for Cello and Piano                                    | Wigmore Hall, London, April 1985                      |
| Philip Glass           | Cello Concerto                                                 | Beijing Festival, China, September 2001               |
| Vladimir Godar         | Barcarolle for Cello, Strings, Harp and Harpsichord            | Hellenic Centre, London, April 1994                   |
| Howard Goodall         | The Bridge is Love for Cello, Strings and Harp                 | Chipping Campden Festival, May 2008                   |
| Patrick Hawes          | Gloriette for Cello and Piano                                  | Leeds Castle, Kent, August 2008                       |
| Joseph Haydn(attrib.)  | Concerto in D, Hob. VIIb:4                                     | Queen Elizabeth Hall, London, November 1981           |
| Christopher Headington | Serenade for Cello and Strings                                 | Banqueting House, London, January 1995                |
| Karl Jenkins           | Benedictus for Cello, Choir and Orchestra from 'The Armed Man' | Royal Albert Hall, London, April 2000                 |
| Philip Lane            | Soliloquy for Solo Cello                                       | Wangford Festival, Suffolk, July 1972                 |
| Andrew Lloyd Webber    | Variations                                                     | Sydmonton Festival, Newbury, July 1977                |
| Andrew Lloyd Webber    | Phantasia (Concerto for Violin, Cello and Orchestra)           | Izmir Festival, Turkey, July 2008                     |
| William Lloyd Webber   | Nocturne for Cello and Piano                                   | Purcell Room, London, February 1995                   |
| James MacMillan        | Cello Sonata No.2                                              | Queens Hall, Edinburgh, April 2001                    |
| Michael Nyman          | Concerto for Cello and Saxophone                               | Royal Festival Hall, London, March 1997               |
| Joaquín Rodrigo        | Concierto como un divertimento                                 | Royal Festival Hall, London, April 1982               |
| Peter Skellern         | Five Love Songs for Cello, Piano, Vocals and Brass Quintet     | Salisbury International Arts Festival, September 1982 |
| Arthur Sullivan        | Cello Concerto (orchestrated Mackerras)                        | Barbican Centre, London, April 1986                   |
| Vaughan Williams       | Fantasia on Sussex Folk Tunes for Cello and Orchestra          | Three Choirs Festival, Gloucester, August 1983        |
| William Walton         | Theme for a Prince for Solo Cello                              | Adrian Boult Hall, Birmingham, October 1998           |
| Eric Whitacre          | The River Cam for cello and strings                            | Royal Festival Hall, London, April 2011               |
| Douglas Young          | Virages for Solo Cello                                         | Purcell Room, London, September 1974                  |

## Ascendenza
|                                    |                          |                              | Genitori                 |  |  | Nonni |  |  | Bisnonni                  |  |  | Trisnonni    |  |
|                                    |                          |                              |                          |  |  |       |  |  | William Southcombe Webber |  |  | Elias Webber |  |
|                                    |                          |                              |                          |  |  |       |  |  | William Southcombe Webber |  |  | Elias Webber |  |
|                                    |                          | Jane Southcombe              |                          |  |  |       |  |  | William Southcombe Webber |  |  |              |  |
| William Charles Henry Webber       |                          |                              |                          |  |  |       |  |  | William Southcombe Webber |  |  |              |  |
|                                    |                          | Alfreda Simmonds             | Henry Samuel Simmonds    |  |  |       |  |  |                           |  |  |              |  |
|                                    |                          | Alfreda Simmonds             | Henry Samuel Simmonds    |  |  |       |  |  |                           |  |  |              |  |
|                                    |                          | Alfreda Simmonds             | Sarah Jane Ferguson      |  |  |       |  |  |                           |  |  |              |  |
| William Lloyd Webber               |                          | Alfreda Simmonds             |                          |  |  |       |  |  |                           |  |  |              |  |
|                                    |                          | Edwin Gittins                | …                        |  |  |       |  |  |                           |  |  |              |  |
|                                    |                          | Edwin Gittins                | …                        |  |  |       |  |  |                           |  |  |              |  |
|                                    |                          | Edwin Gittins                | …                        |  |  |       |  |  |                           |  |  |              |  |
| Winifred Gittins                   |                          | Edwin Gittins                |                          |  |  |       |  |  |                           |  |  |              |  |
|                                    |                          | N. Sheppard                  | …                        |  |  |       |  |  |                           |  |  |              |  |
|                                    |                          | N. Sheppard                  | …                        |  |  |       |  |  |                           |  |  |              |  |
|                                    |                          | N. Sheppard                  | …                        |  |  |       |  |  |                           |  |  |              |  |
| Julian Lloyd Webber                |                          | N. Sheppard                  |                          |  |  |       |  |  |                           |  |  |              |  |
|                                    | Francis Fawkes Johnstone | Montague Cholmeley Johnstone |                          |  |  |       |  |  |                           |  |  |              |  |
|                                    | Francis Fawkes Johnstone | Montague Cholmeley Johnstone |                          |  |  |       |  |  |                           |  |  |              |  |
|                                    | Francis Fawkes Johnstone | Leonora Louisa Somerset      |                          |  |  |       |  |  |                           |  |  |              |  |
| Charles Campbell Gosling Johnstone | Francis Fawkes Johnstone |                              |                          |  |  |       |  |  |                           |  |  |              |  |
|                                    |                          | Harriet Lavinia Sargent      | Richard Sargent          |  |  |       |  |  |                           |  |  |              |  |
|                                    |                          | Harriet Lavinia Sargent      | Richard Sargent          |  |  |       |  |  |                           |  |  |              |  |
|                                    |                          | Harriet Lavinia Sargent      | Maria Harrison           |  |  |       |  |  |                           |  |  |              |  |
| Jean Hermione Johnstone            |                          | Harriet Lavinia Sargent      |                          |  |  |       |  |  |                           |  |  |              |  |
|                                    |                          | Willoughby Bathurst Hemans   | George Willoughby Hemans |  |  |       |  |  |                           |  |  |              |  |
|                                    |                          | Willoughby Bathurst Hemans   | George Willoughby Hemans |  |  |       |  |  |                           |  |  |              |  |
|                                    |                          | Willoughby Bathurst Hemans   | Anne Cunnison Drysdale   |  |  |       |  |  |                           |  |  |              |  |
| Laura Mary Hemans                  |                          | Willoughby Bathurst Hemans   |                          |  |  |       |  |  |                           |  |  |              |  |
|                                    |                          | Ella Maitland                | Eardley Maitland         |  |  |       |  |  |                           |  |  |              |  |
|                                    |                          | Ella Maitland                | Eardley Maitland         |  |  |       |  |  |                           |  |  |              |  |
|                                    |                          | Ella Maitland                | Elizabeth Odell Baillie  |  |  |       |  |  |                           |  |  |              |  |
|                                    |                          | Ella Maitland                |                          |  |  |       |  |  |                           |  |  |              |  |